# Blidireasa
Blidireasa – wieś w Rumunii, w okręgu Marusza, w gminie Ibănești. W 2011 roku liczyła 215 mieszkańców.